# Gerson Fehrenbach
Gerson Fehrenbach (Villingen, 1932 – Berlijn, 20 november 2004) was een Duitse beeldhouwer.

## Leven en werk
Fehrenbach kreeg een opleiding bij de beeldhouwer Walter Schelenz aan de Kunsthandwerkschule in Bonndorf im Schwarzwald (Schwarzwald). Van 1954 tot 1960 studeerde hij bij Karl Hartung aan de Hochschule der Künste Berlin in Berlijn. In 1959 behoorde hij tot de eerste deelnemers aan het Symposion Europäischer Bildhauer in het Oostenrijkse Sankt Margarethen im Burgenland. Hij kreeg in 1962 de Villa Romana Preis voor een studiereis naar Florence. In 1963 werd hij de assistent van Erich Fritz Reuter. In hetzelfde jaar nam hij met Herbert Baumann, Erich Reischke en Yasuo Mizui deel aan het Mauersymposion Berlin en maakte het werk Große Knospe III/63 in Berlin-Tiergarten.
Fehrenbach maakte nog studiereizen naar Parijs, Nederland en Engeland. Al snel nam hij deel aan belangrijke tentoonstellingen en werd hij uitgenodigd voor documenta III van 1964 in Kassel. Hij kreeg in 1963 de opdracht een herinneringsmonument (een gedenksteen bekend als Plastik IV/63) te creëren voor de voormalige Synagoge Münchener Straße in Berlijn. Plaatsen waar zijn werk zich in de openbare ruimte bevindt zijn vooral Berlijn, Frankfurt am Main, Pfullendorf, Offenburg en Villingen. Fehrenbach was van 1969 tot 1980 docent aan de Technische Universiteit van Berlijn.
Fehrenbachs sculpturen kunnen worden gerekend tot de stroming van de informele kunst. Zijn werk is sterk beïnvloed door zijn leraar Karl Hartung en de klassiek modernen en hij liet zich inspireren door motieven uit de natuur, de mythologie en religie. Hij heeft een eigen beeldentaal gevonden en werkte vooral met steen, beton, keramiek en brons.
De kunstenaar overleed in 2004 en ligt begraven op de Städtische Friedhof Stubenrauchstraße in Berlin-Friedenau.

## Fotogalerij

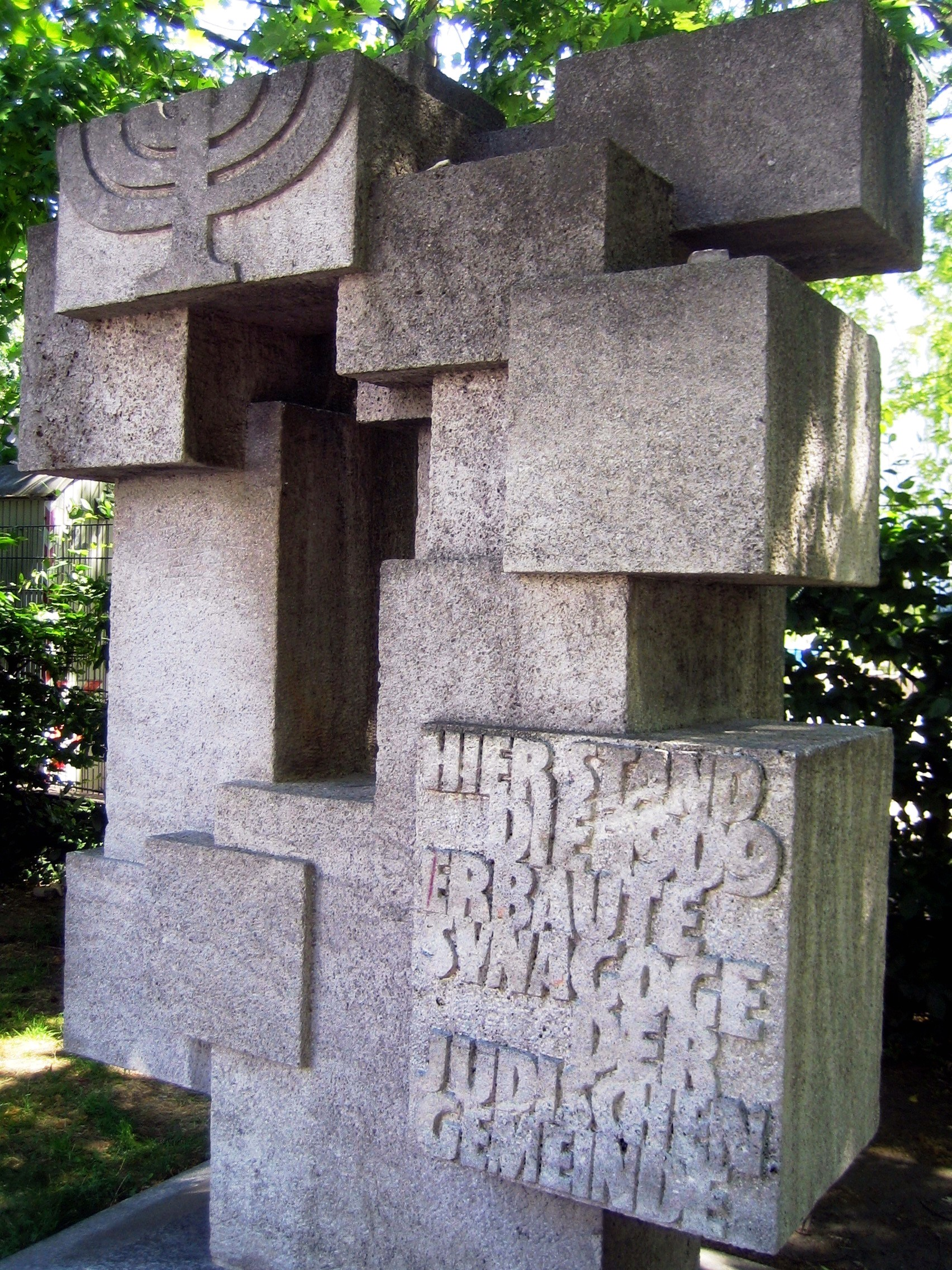
Plastik IV/63 (1963), Berlijn
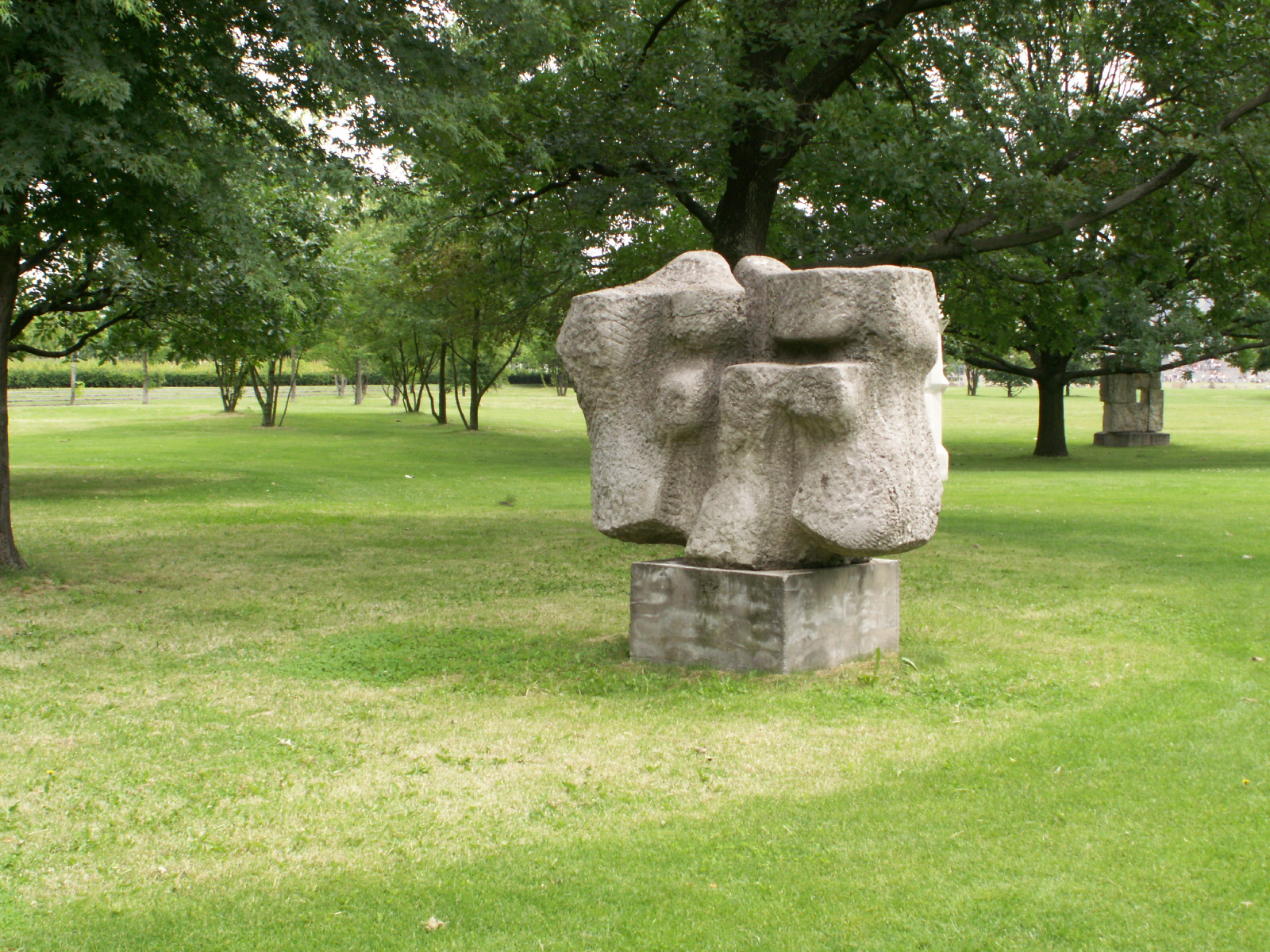
Zonder titel (1961/63), Berlijn
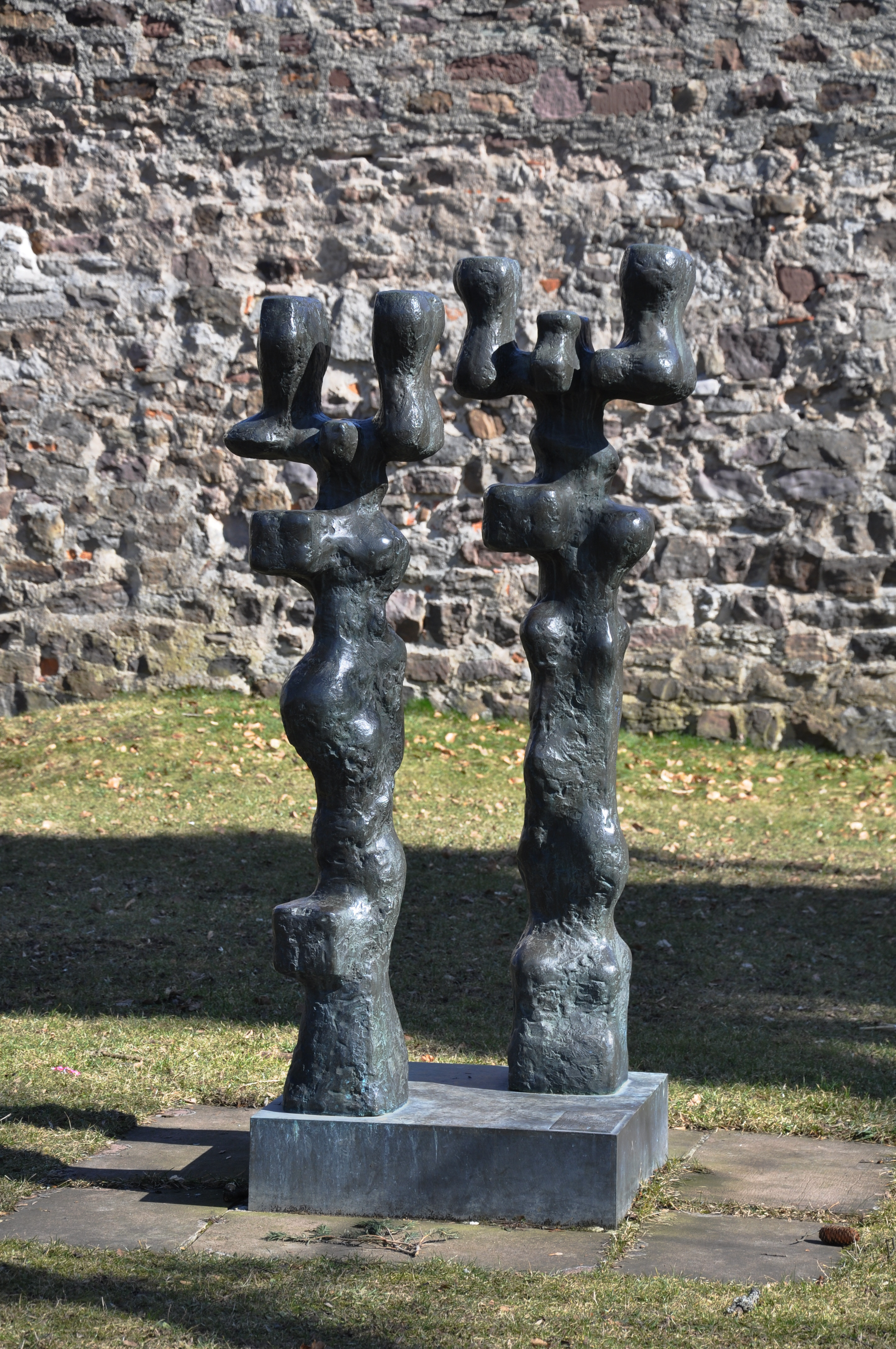
Königspaar (1976/79), Villingen-Schwenningen